# Bruxelles je t'aime
Bruxelles je t'aime è un singolo della cantante belga Angèle, pubblicato il 21 ottobre 2021 come primo estratto dal secondo album in studio Nonante-cinq.

## Tracce
Testi e musiche di Angèle Van Laeken.
1. Bruxelles je t'aime – 3:48

## Classifiche

### Classifiche settimanali
| Classifica (2021) | Posizione massima |
| ----------------- | ----------------- |
| Belgio (Fiandre)  | 3                 |
| Belgio (Vallonia) | 1                 |
| Francia           | 8                 |
| Svizzera          | 50                |

### Classifiche di fine anno
| Classifica (2021) | Posizione |
| ----------------- | --------- |
| Belgio (Vallonia) | 57        |
| Francia           | 187       |
| Classifica (2022) | Posizione |
| Belgio (Fiandre)  | 50        |
| Belgio (Vallonia) | 31        |
| Francia           | 88        |